# إيلينا ريفيرا
إيلينا ريفيرا هي ممثلة إسبانية ولدت في 29 أغسطس 1992.